# Луций Юлий Месала Рутилиан
Луций Юлий Месала Рутилиан (на латински: Lucius Iulius Messala Rutilianus) e политик и сенатор на Римската империя през края на 2 век.
През 192 г. е суфектконсул заедно с Гай Емилий Север Кантабрин.